# Nowaja Dmitrijewka
Nowaja Dmitrijewka (ros. Новая Дмитриевка) – wieś (sieło) w Rosji, w obwodzie uljanowskim, w rejonie radiszczewskim. W 2010 liczyła 446 mieszkańców.